# Maumee
Maumee é uma cidade localizada no estado norte-americano de Ohio, no Condado de Lucas.

## Demografia
Segundo o censo norte-americano de 2000, a sua população era de 15.237 habitantes.
Em 2006, foi estimada uma população de 14.149, um decréscimo de 1088 (-7.1%).

## Geografia
De acordo com o United States Census Bureau tem uma área de
27,3 km², dos quais 25,7 km² cobertos por terra e 1,6 km² cobertos por água. Maumee localiza-se a aproximadamente 195 m acima do nível do mar.

## Localidades na vizinhança
O diagrama seguinte representa as localidades num raio de 12 km ao redor de Maumee.